# صموئيل هنري كريس
صموئيل هنري كريس (بالإنجليزية: Samuel Henry Kress)‏ هو رائد أعمال ومدرس أمريكي، ولد في 23 يوليو 1863 في Cherryville, Pennsylvania ‏ في الولايات المتحدة، وتوفي في 22 سبتمبر 1955 في نيويورك في الولايات المتحدة.

## وصلات خارجية
- صموئيل هنري كريس على موقع الموسوعة البريطانية (الإنجليزية)